# Видовре (коммуна)
Видовре (дат. Hvidovre Kommune) — коммуна в столичном регионе (дат. Region Hovedstaden) Дании. Площадь — 21,91 км², что составляет 0,05 % от площади Дании без Гренландии и Фарерских островов. Численность населения на 1 января 2008 года — 49380 чел. (мужчины — 24139, женщины — 25241; иностранные граждане — 3391).
В состав коммуны входят Аведёре (Avedøre), Фрихеден (Видовре) (Friheden (Hvidovre)).

## Железнодорожные станции
- Омаркен (Åmarken)
- Аведёре (Avedøre)
- Фрихеден (Friheden)
- Видовре (Hvidovre)

## Изображения

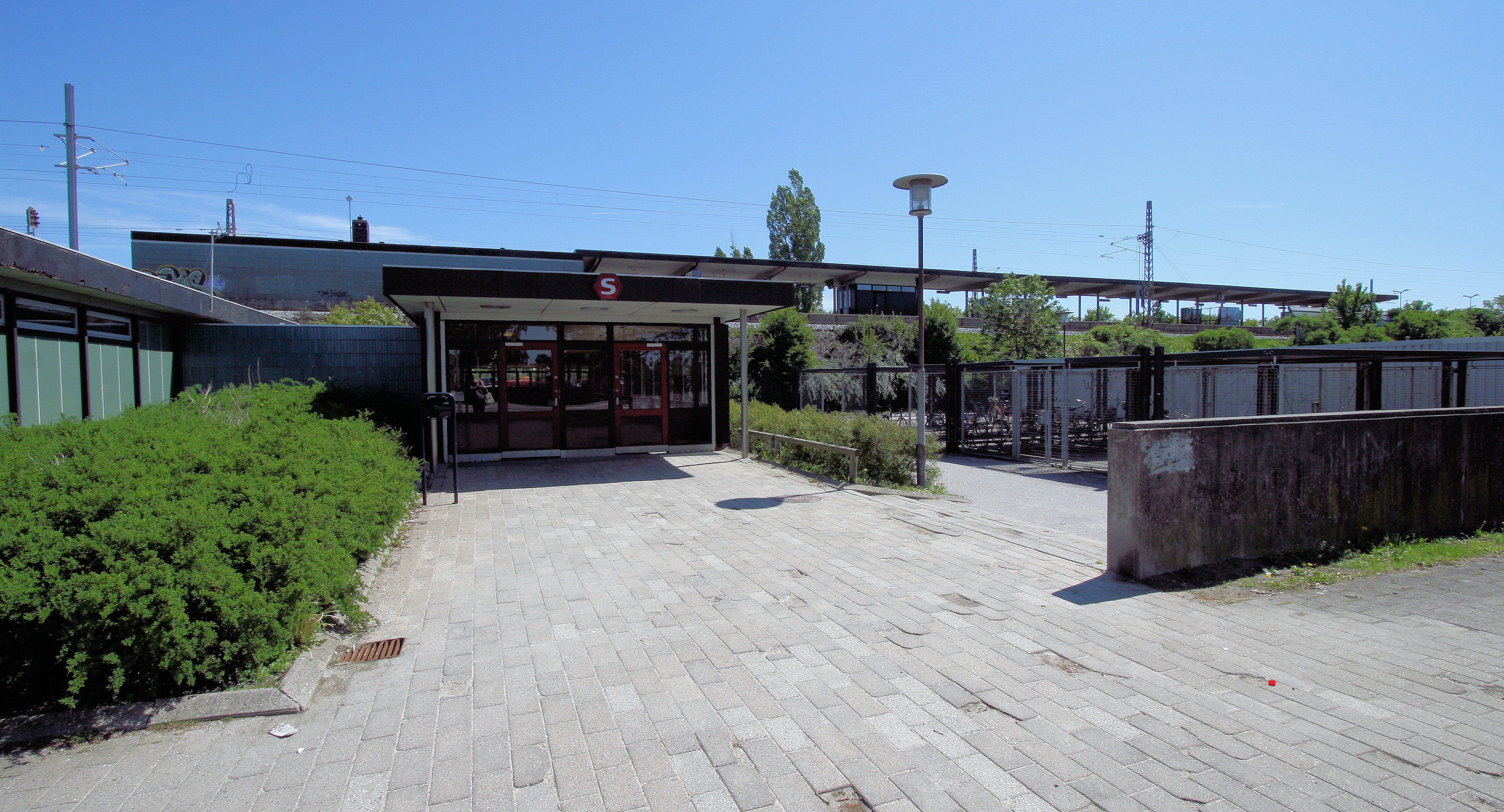
Омаркен
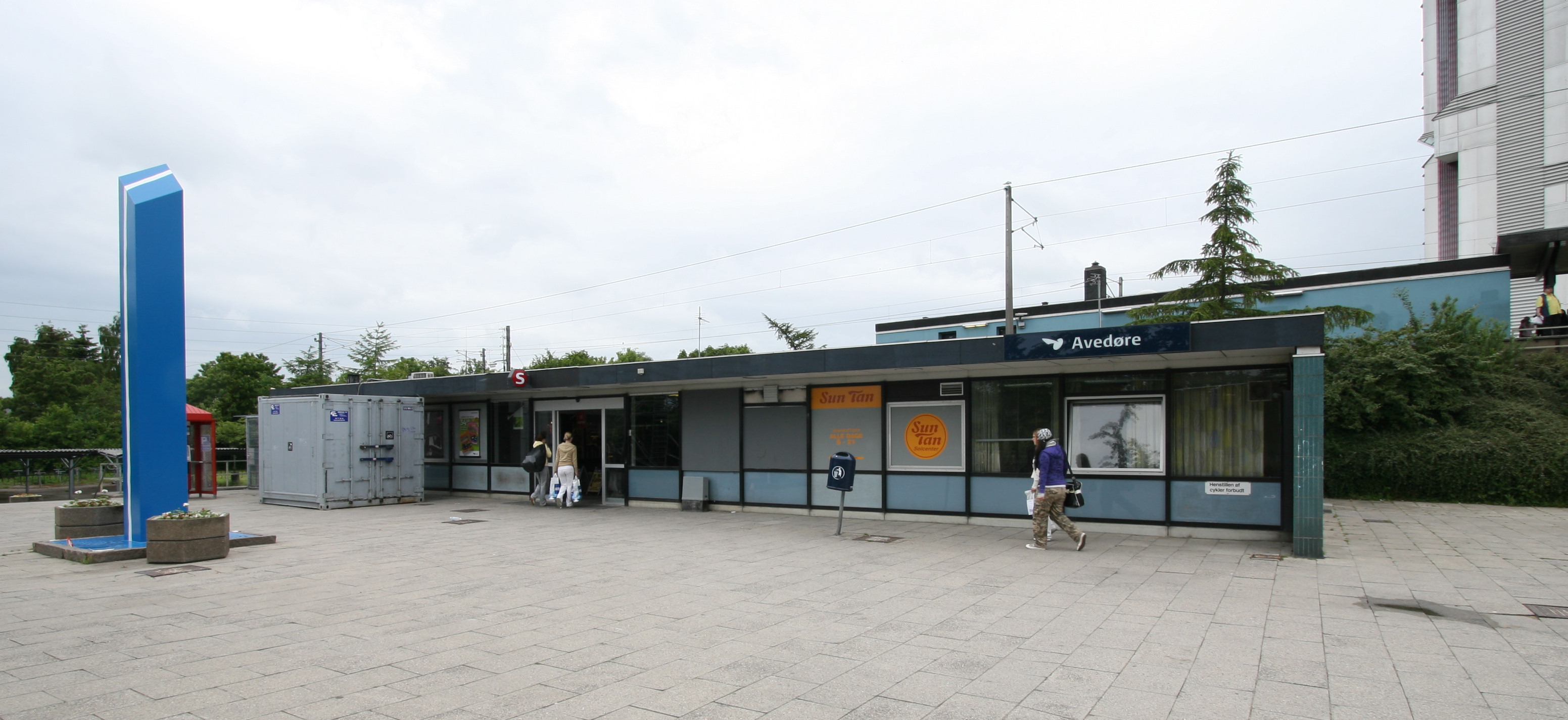
Аведёре
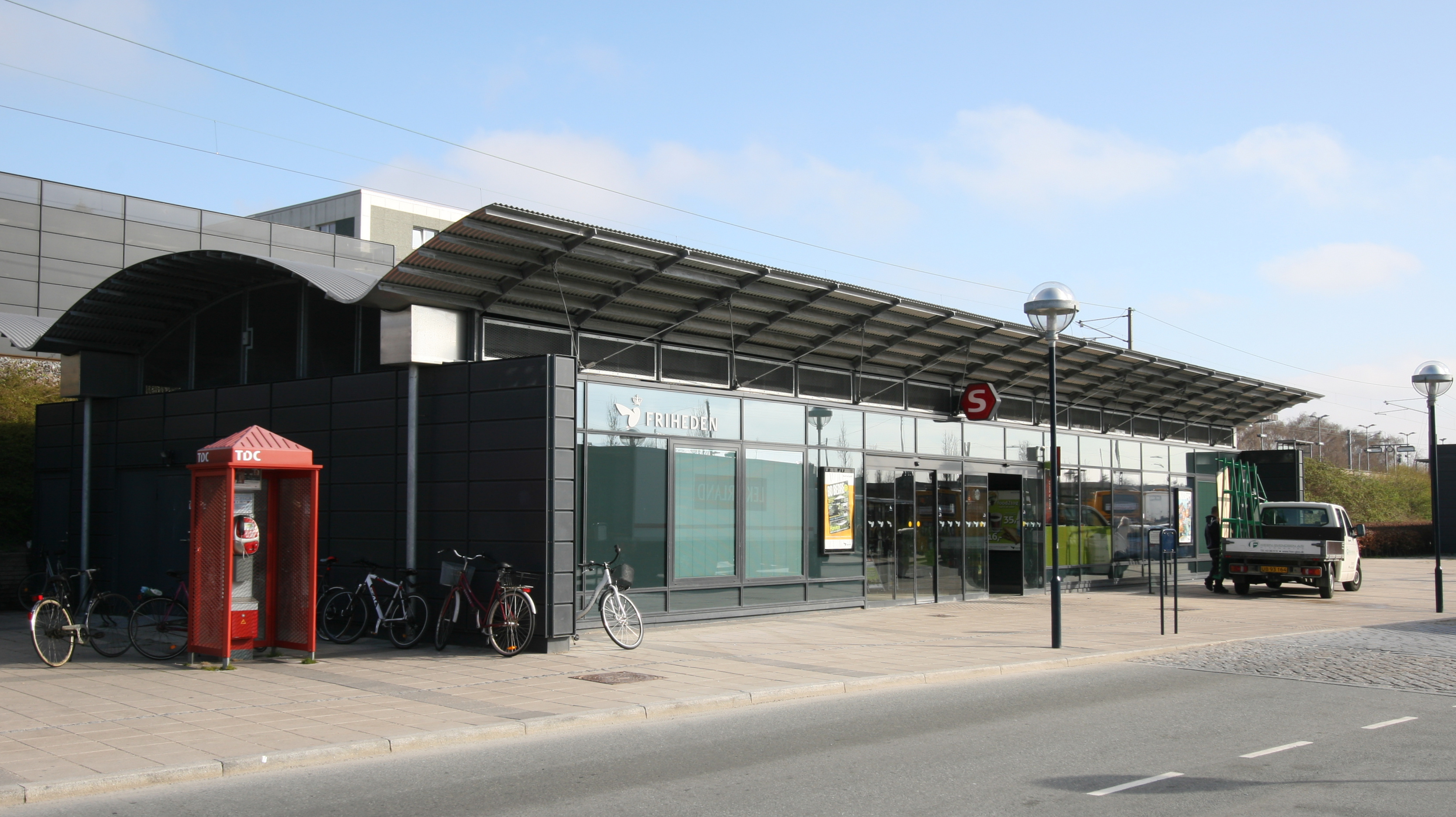
Фрихеден